# Ablabera hirticollis
Ablabera hirticollis är en skalbaggsart som beskrevs av Louis Albert Péringuey 1904. Ablabera hirticollis ingår i släktet Ablabera och familjen Melolonthidae. Inga underarter finns listade i Catalogue of Life.